# Lon Kruger
Lonnie Duane Kruger, detto Lon (Silver Lake, 19 agosto 1952), è un ex cestista e allenatore di pallacanestro statunitense, attivo nella NCAA e nella NBA.

## Carriera
Venne selezionato dagli Atlanta Hawks al nono giro del Draft NBA 1974 (151ª scelta assoluta).
Guidò gli Stati Uniti alle Universiadi di Fukuoka 1995.